# Misogada rhymba
Misogada rhymba är en fjärilsart som beskrevs av William Schaus 1939. Misogada rhymba ingår i släktet Misogada och familjen tandspinnare. Inga underarter finns listade i Catalogue of Life.